# Nowa Sól
Nowa Sól este un oraș în Polonia.